# La varita de la juventud

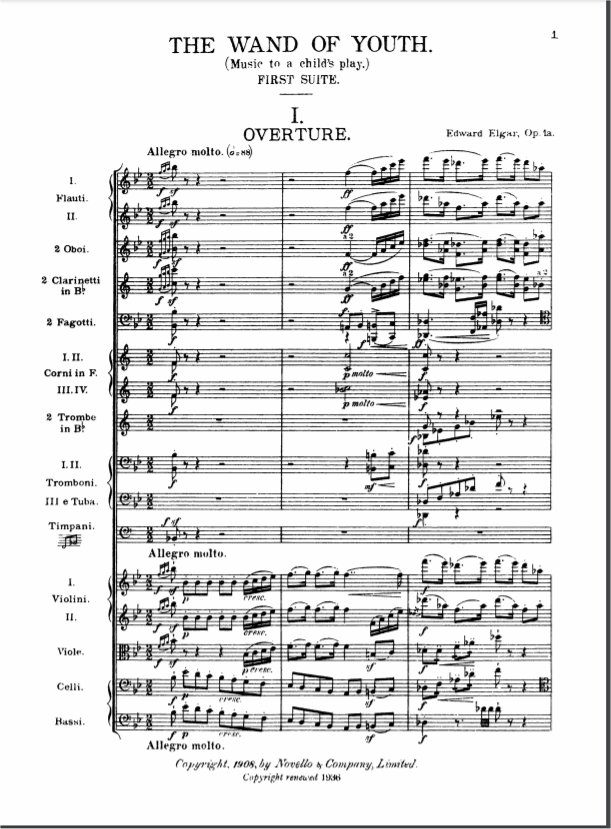
Partitura de La varita de la juventud

La varita de la juventud (en inglés, The Wand of Youth) son dos suites para orquesta escritas por el compositor inglés Edward Elgar. Los títulos completos que Elgar les dio fueron: The Wand of Youth - Music to a Child's Play (Primera suite, Op. 1A: 1869-1907) y The Wand of Youth - Music to a Child's Play (Segunda suite, Op. 1B).

## Historia
Cuando era un niño, Elgar compuso algunas canciones para usarlas en una obra de teatro puesta en escena por los jóvenes miembros de su familia. Tomó nota de las canciones en un cuaderno de dibujo y, cuatro décadas más tarde, basó las dos suites de La varita de la juventud en esos bocetos. Las numeró con el número de opus 1 como reconocimiento de que eran sus primeras composiciones que sobrevivieron, aunque las escribió para una orquesta completa con la madurez del dominio de la orquestación. 

## Primera suite
La primera suite está dedicada «A mi amigo C. Lee Williams».
Se compone de siete secciones:
1. «Obertura» («Overture»)
2. «Serenata» («Serenade»)
3. «Minueto» (estilo antiguo) «Minuet» (Old Style)
4. «Danza del sol» («Sun Dance»)
5. «Gaiteros de hadas» («Fairy Pipers»)
6. «Escena del sueño» («Slumber Scene»)
7. «Hadas y gigantes» («Fairies and Giant»)

Su estreno tuvo lugar en el Queen's Hall de Londres el 14 de diciembre de 1907, dirigida por Henry Wood. 

## Segunda suite
La segunda suite está dedicada «A Hubert A. Leicester, Worcester».
Cuenta con seis secciones:
1. «Marcha» («March»)
2. «Los cascabeles» (Scherzino) («The Little Bells»)
3. «Polillas y mariposas» (Danza) («Moths and Butterflies»)
4. «Fuente de danza» («Fountain Dance»)
5. «El oso domesticad»o («The Tame Bear»)
6. «Los osos salvajes» («The Wild Bears»)

Fue estrenada en Worcester (como parte del Three Choirs Festival), el 9 de septiembre de 1908, dirigida por el propio compositor. 